# Fannia latifrons
Fannia latifrons är en tvåvingeart som beskrevs av Malloch 1914. Fannia latifrons ingår i släktet Fannia och familjen takdansflugor. Inga underarter finns listade i Catalogue of Life.